# Душко Премовић
Душан Душко Премовић (Чачак, 2. мај 1964) српски je глумац и сценариста.

## Биографија
Душко Премовић је рођен 2. маја 1964. године у Чачку. Дипломирао је глуму на Факултету драмских уметности у Београду у класи професора Предрага Бајчетића. Играо је у Атељеу 212, Југословенском драмском позоришту, Београдском драмском позоришту, Народном позоришту у Београду. Писањем је почео да се бави 2001. године. За филмска и телевизијска сценарија као писац и аутор награђиван је више пута на многим телевизијским и филмским фестивалима у земљи и иностранству. Такође се бави синхронизацијом цртаних филмова и серија. Живи и ради у Београду.

## Филмографија
| Год.       | Назив                      | Улога                |
| ---------- | -------------------------- | -------------------- |
| 1985.      | Генеза                     |                      |
| 1996.      | Беспризори                 |                      |
| 1998.      | Кнегиња из Фоли Бержера    | Полицијски инспектор |
| 2001.      | Велики други               | Велики други         |
| 2004.      | Трагом Карађорђа           | Танасије Рајић       |
| 2008.      | Љубав и мржња              | Никола               |
| 2009.      | Кад на врби роди грожђе    | Дуле                 |
| 2010.      | Флешбек                    | Душан                |
| 2011.      | Мирис кише на Балкану      | Комшија са Грбавца   |
| 2011.      | Сестре                     | Сенад                |
| 2012.      | Зид                        | Чувар у затвору      |
| 2013-2014. | Равна Гора                 | Мајстор              |
| 2014.      | Одељење                    | Начелник             |
| 2015.      | За краља и отаџбину        | Мајстор              |
| 2016.      | Село гори, а баба се чешља | Стајић               |
| 2018.      | Шифра Деспот               | Мајор Радак          |